# 헤르만 기스케스

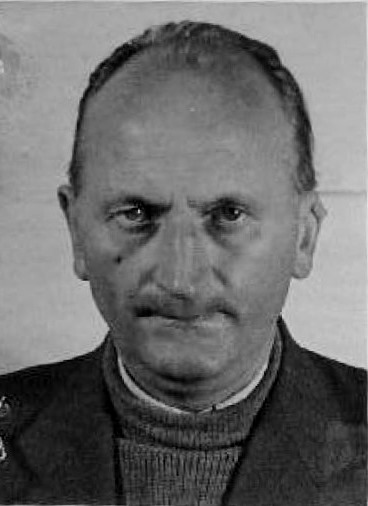
헤르만 기스케스

헤르만 요제프 기스케스(독일어: Hermann Joseph Giskes, 1896년 9월 28일 ~ 1977년 8월 28일)는 독일의 군인이다. 제2차 세계 대전 시기에 정보장교로서 점령하 네덜란드에서 주로 활동했다. 최종 계급은 소령, 보직은 해외방첩청 제3국 F단(해외방첩단) 단장까지 올랐다. 작전명 북극, 소위 "잉글랜드 게임"의 주실행자로서, 제2차 세계 대전 시기의 영국을 혼란시킨 역정보 대부분을 이 인물이 공작했다.
자신이 영국 정보망을 들여다보고 있음을 영국도 눈치챌 즈음인 1944년 4월 1일 만우절, 기스케스는 런던에 평문으로 전문을 보내 영국 첩보 당국을 조롱했다. 종전 이후 이절론의 캠프 20에서 로버트 맥스웰에게 심문을 받았다. 그 뒤 미국 첩보부에 협력하다가 석방되었다.